# 林富
林富（1475年—1540年），字守仁，福建興化府莆田縣人，軍籍，明朝政治人物，弘治壬戌進士，嘉靖間官至兩廣巡撫。

## 生平
弘治十一年（1498年）戊午科福建鄉試第三十名舉人。弘治十五年（1502年）壬戌科三甲196名進士。授大理寺评事，因忤權宦刘瑾，被廷杖三十，下狱。在獄中與王守仁研讨《易经》。後罚米一百石，勒令罢官。正德五年（1510年），刘瑾伏诛後，復起为袁州府同知，擢拔為宁波府知府。嘉靖元年（1522年），擢广西参政。嘉靖二年，升广东右布政使。嘉靖七年（1528年），以兵部右侍郎兼右佥都御史，巡抚两广。嘉靖八年，林富上书说：“五年采珠之役，死者五十余人，而得珠仅八十两。天下谓以人易珠，今日恐以人易珠亦不可得。”嘉靖九年（1530年），疏请佛朗机（葡萄牙）在廣州贸易。因得罪方獻夫被罷官。嘉靖十九年（1540年）卒。著有《省吾遗集》。

## 家族
曾祖父林潛夫；祖父林彌宣，曾任訓導；父林垠，號槐庭；前母鄭氏、母方氏（1454年-1533年）（方澥孫女），封太淑人。重庆下。弟林見、林聞。
叔父林塾，同榜進士。

## 事跡
嘉靖年间，都宪林茂达，副宪吴希由，逸士林嘉绩，御史林季琼，知县宋元翰，宪副林有年，侍郎郑岳，侍郎林富，寺丞李廷梧等九位退休的莆田籍官員曾組成逸老会，定期聚會，吟詩作對。